# Propranolol
A propranolol nem szelektív kompetitív β-adrenoceptor antagonista, mindkét altípust (β1, β2) egyaránt gátolja. Nincs intrinsic sympathomimeticus aktivítása, terápiás adagban membránstabilizáló hatása gyenge. Mint más β-adrenoceptor antagonistáknak, a propranololnak is vannak negatív inotrop hatásai. A propranolol csökkenti a vezetési sebességet a sinoatrialis és az atrioventrikuláris csomók között, és a β-adrenerg gátlás révén csökkenti a myocardialis automatizmust. Tartósan alkalmazva, mint minden béta-receptor blokkoló, a perctérfogat csökkentése, valamint a renin-elválasztás gátlása és a központi adrenerg béta-receptorokra gyakorolt hatása miatt vérnyomáscsökkentő hatással rendelkezik. Általában hatékonyan csökkenti a myocardium oxigén-felhasználását és a coronariák vérátfolyását. Az erythrocytákban a propranolol hozzájárul a 2,3-difoszfoglicerát intracelluláris eloszlásának újrarendeződéséhez, ezáltal csökkenti a hemoglobin oxigén-affinitását, ami növeli a szöveti oxigén-ellátást. Migrén-ellenes hatását a propranolol valószínűleg az agyi erek vasodilatációjának gátlásával, illetve a pia mater véredényeiben levő β-adrenoceptorok gátlásával éri el. A propranolol racém keverék, egyaránt tartalmazza a β-adrenoceptor gátlásért felelős S(-), illetve a kardiovaszkuláris hatásokért nem, de a tiroxin trijódtironinná való átalakulásának gátlásért (s így bizonyos mellékhatásokért is) felelős R(+) izomert.

## Készítmények
- HUMA-PRONOL
- PROPRA
- PROPRANOLOL

## Fordítás
- Ez a szócikk részben vagy egészben  a   Propranolol című angol Wikipédia-szócikk fordításán alapul.  Az eredeti cikk szerkesztőit annak laptörténete sorolja fel. Ez a jelzés csupán a megfogalmazás eredetét és a szerzői jogokat jelzi, nem szolgál a cikkben szereplő információk forrásmegjelöléseként.